# Теладжу
Теладжу (рум. Tălagiu) — село у повіті Арад в Румунії. Входить до складу комуни Плешкуца.
Село розташоване на відстані 349 км на північний захід від Бухареста, 89 км на схід від Арада, 102 км на південний захід від Клуж-Напоки, 111 км на північний схід від Тімішоари.

## Населення
За даними перепису населення 2002 року у селі проживали 473 особи, з них 472 особи (99,8%) румунів. Усі жителі села рідною мовою назвали румунську.